# 61 Virginis c
61 Virginis c è un pianeta extrasolare che orbita attorno alla stella 61 Virginis, una nana gialla situata a 28 anni luce dal sistema solare.
È stato scoperto il 14 dicembre del 2009 con il metodo della velocità radiale tramite osservazioni con i telescopi Keck.

## Caratteristiche
Si tratta probabilmente di un gigante gassoso paragonabile ad Urano e Nettuno, con una massa stimata di 18 volte quella terrestre, il suo semiasse maggiore è di 0.2175 U.A. ed il suo periodo orbitale è di 38 giorni circa.